# David Pichler (Politiker)
David Pichler (* 9. Juni 1820 in Pusarnitz; † 5. Mai 1884 ebenda) war ein österreichischer Gutsbesitzer und Politiker.

## Leben
Pichler war der Sohn des Landwirts Josef Pichler (* 30. Mai 1790; † 3. Juni 1870) und dessen Ehefrau Margarethe geb. Pichler (1794–1831).
Er lebte als Landwirt und Gutsbesitzer in Pusarnitz.
Er war römisch-katholisch und heiratete am 13. Jänner 1852 Anna Laßnig (* 17. Juli 1826; † 26. April 1904) Aus der Ehe gingen vier Söhne und drei Töchter hervor.

## Politik
David Pichler war Gemeinderat in Pusarnitz. Er war Mitglied des Kärntner Seidenkulturvereins und 1870 Ausschussmitglied des „Politischen Vereins für das Kärntner Oberland“.
Vom 20. August 1870 bis zum 10. August 1871 war er Abgeordneter im Kärntner Landtag für den Wahlbezirk LGM 6 Spittal. Im Landtag war er Mitglied des Verifikationsausschusses und gehörte dem Klub Deutschliberale an.